# 水穗草科
水穗草科只有1属约20余种，全部生长在南非和马达加斯加岛。
本科植物为水生植物，多年生或一年生草本，从根中长出大型羽状复叶；花很小，组成肉穗花序；果实为蒴果，内部包含许多种子。
1981年的克朗奎斯特分类法将本科列在水马齿目中，1998年根据基因亲缘关系分类的APG 分类法将其放入山茱萸目中。